# Mare à Citrons
Mare à Citrons est un village de l'île de La Réunion, département d'outre-mer français dans le sud-ouest de l'océan Indien. Situé dans le nord du cirque naturel de Salazie, qui forme aussi une commune à part entière, il s'agit d'un îlet typique des Hauts. Il accueille le seul collège de la commune.

## Équipements
Le collège Auguste-Lacaussade fut livré à la rentrée 2001-2002. Il fut construit dans la mesure où le premier collège de la commune (Salazie) - lui aussi nommé Auguste Lacaussade - menaçait de s'effondrer, étant construit sur un pan de falaise. Pour l'année scolaire 2006-2007, le collège Auguste Lacaussade de Salazie compte 614 élèves, 54 professeurs et 48 personnels non enseignants (source : Academie de la Réunion).